# Cerro Ejido
Cerro Ejido est une ville de l'Uruguay située dans le département d'Artigas. Sa population est de 790 habitants.

## Géographie
Cerro Ejido est située dans le secteur 1, au sud de la capitale du département, la ville d'Artigas.

## Population
| Année | Population |
| ----- | ---------- |
| 1963  | -          |
| 1975  | -          |
| 1985  | -          |
| 1996  | 177        |
| 2004  | 516        |
| 2011  | 790        |

,